# سوني أريكسون إكسبيريا آكتيف
سوني اريكسون اكسبيريا اكتيف (بالإنجليزية: Sony Ericsson Xperia active)‏ هو هاتف ذكي من سوني موبايل كوميونيكيشنز يعمل بنظام أندرويد، تم طرحه في الأسواق في 1 أكتوبر 2011.

## الخصائص
- نظام التشغيل: أندرويد
- الكاميرا الخلفية: 5 ميجابكسل
- الشاشة: إل سي دي
- الوزن: 110.8 غ (3.91 أونصة)
- المعالج: 1 جيجا هرتز
- الذاكرة: 512 ميجابايت
- التخزين: 1 جيجابايت